# Portacosa cinerea
Genre
Espèce
Portacosa cinerea, unique représentant du genre Portacosa, est une espèce d'araignées aranéomorphes de la famille des Lycosidae.

## Distribution
Cette espèce est endémique d'Australie. Elle se rencontre au Queensland, en Nouvelle-Galles du Sud, dans le Territoire de la capitale australienne, au Victoria, en Australie-Méridionale et en Tasmanie.

## Description
Le mâle holotype mesure 8,2 mm et la femelle paratype 10,1 mm.

## Publication originale
- Framenau, 2017 : Portacosa, a new genus for the south-east Australian grey wolf spider (Araneae, Lycosidae, Lycosinae). Evolutionary Systematics, vol. 1, p. 77-86.